# خودت را تکرار نکن
خودت را تکرار نکن اصلی در برنامه‌نویسی رایانه‌ای است که به‌وسیلهٔ عدم تکرار یک یا چند خط کد در مکان‌های مختلف برنامه رعایت می‌شود. در واقع با این کار، برای اصلاح بخشی از برنامه نیاز به اصلاح قسمت‌های مختلف و جداگانه‌ای از کد نیست. این اصل می‌گوید که هر بخشی از برنامه داخل یک سیستم باید یک نمود یکتا، نامبهم و معتبر داشته باشد. برای رعایت این اصل معمولاً برنامه‌نویسان کد خود را داخل یک تابع یا کلاس قرار داده و در موارد مورد نیاز تابع را فراخوانی کرده یا یک شئ جدید از کلاس می‌سازند. بر طبق این اصل، هر برنامه‌نویس دقایقی پس از نوشتن چند خط اول، مراحل نگهداری یا پشتیبانی از کد خود را آغاز می‌کند.